# Freigelassene im Römischen Reich

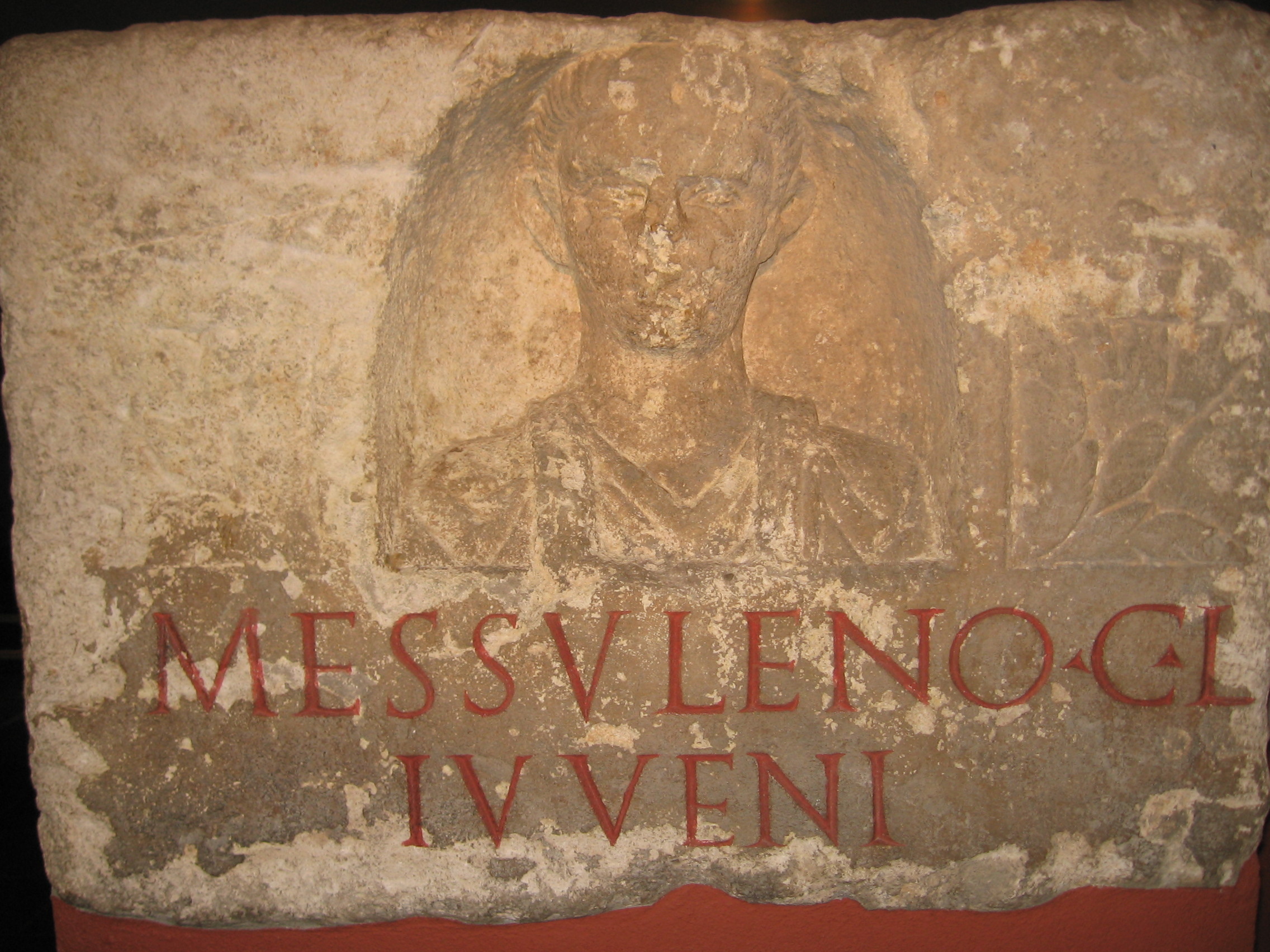
Grabstein des Freigelassenen Gaius Messulenus (Römisch-Germanisches Museum, Köln)

Ein Freigelassener (libertus, Freigelassene als Stand waren die libertini) war im Römischen Reich ein ehemaliger männlicher oder weiblicher Sklave, der durch einen rechtlichen Akt aus seinem bisherigen Zustand der Unfreiheit entlassen wurde.

## Geschichte
Der freigelassene Sklave (servus) wurde nach seiner Freilassung, der manumissio, als libertus oder liberta bezeichnet. Trotz seiner durch die Freilassung erlangten Rechtsfähigkeit stand der Freigelassene weiterhin in einem Abhängigkeitsverhältnis zu seinem früheren Herrn, dem patronus, war aber nicht mehr als Sache dessen Eigentum. Er schuldete seinem ehemaligen Herrn Dankbarkeit und Ehrerbietung (obsequium). Soweit vertraglich vor Freilassung vereinbart oder im Testament festgelegt, konnte der Freigelassene zu bestimmten Diensten (operae) herangezogen werden. Bei Undankbarkeit drohten schwere Strafen, in der Spätantike zeitweilig sogar die Wiederversklavung. Da die Verselbstständigung der Freigelassenen sukzessive fortschritt, bildeten sich die Gewaltverhältnisse im Gegenzug mehr und mehr zurück und reduzierte sich auf sittliche Verhaltensregeln und Einstandspflichten. Zuchtgewalt – vergleichbar mit der patria potestas – verblieb beim Hausherrn noch, soweit der Freigelassene bei ihm im Haushalt lebte. Häufig wurde zwischen Herrn und Freigelassenem vereinbart, dass Letzterer bestimmte Dienste und Tageswerke (operae) zu verrichten hatte. Da die Zuchtgewalt während der jüngeren Republik zunehmend bereits verdrängt wurde, stand dem ehemaligen Herrn zur Einforderung einer nicht verrichteten Tätigkeit die prätorische Leistungsklage in Form der actio operandum zur Verfügung. Diese folgte dem Muster der actio certa ex stipulatu und etablierte sich in der klassischen Zeit vollends. Dagegen wiederum konnte der Freigelassene Einreden erheben.
Es gab verschiedene Formen der Freilassung von Sklaven:
- die offiziellen Formen:
  - durch Berührung mit einem Stab (per aes et libram) vor einem Beamten (manumissio vindicta), seit Konstantin d. Gr. auch in der Kirche (manumissio in ecclesia)[9]
  - durch Eintragung in die Bürgerrolle als freier Bürger durch den Herrn (manumissio censu) (in der Kaiserzeit nicht mehr praktiziert)
  - durch letztwillige Verfügung im Testament (manumissio testamento), auch als Auflage an den Erben (manumissio fideicommissaria)
- die formlosen (sogenannte prätorische) Freilassungen:
  - durch einen Brief (manumissio per epistulam)
  - unter Freunden (manumissio inter amicos)
  - beim Gastmahl oder am Tisch (manumissio in convivio bzw. per mensam)
  - im Zirkus oder im Theater (manumissio in circo bzw. in theatro)

Zumindest die offizielle Freilassung wurde durch eine rituelle Geste markiert: Der Sklave wurde vom Herrn einmal um die eigene Achse gedreht. In der Spätantike wurde ihm stattdessen eine Ohrfeige verpasst (alapa) – der Kirchenvater Basilius verstand das als die letzte Gewalttat, die der Sklave vor der Entlassung in die Freiheit erdulden musste.
Ein äußeres Zeichen des Freigelassenen war eine kegelförmige Filzkappe, die „Freiheitsmütze“ (pilleus libertatis).
Offiziell Freigelassene wurden vollgültige römische Bürger, durften aber keine politischen oder militärischen Ämter ausüben. Die prätorische Freilassung gab einem Sklaven die Freiheit, ohne ihn mit politischen Rechten auszustatten (das sogenannte latinische Bürgerrecht). Für den ehemaligen Herrn (dominus) hatte die prätorische Freilassung finanzielle Vorteile, denn das Vermögen des Freigelassenen ging bei dessen Tod auf ihn über, aber auch bei der offiziellen Freilassung hatte er einen Anteil am Erbe des Freigelassenen.
Mit der Freilassung übernahm der Sklave den Praenomen und Gentilnamen seines bisherigen Herrn, während er den bisherigen Sklavennamen als cognomen weiterführte. So hieß Tiro, der ehemalige Sklave von Marcus Tullius Cicero, nach der Freilassung Marcus Tullius Tiro (vergleiche insoweit auch: Römischer Name). Bei Inschriften tritt an die bei Freigeborenen übliche Angabe des Vaters (z. B. filius Marci – Sohn des Marcus) diejenige des bisherigen Herrn (z. B. libertus Marci – Freigelassener des Marcus); ein von einem Kaiser freigelassener früherer Staatssklave wird als libertus Augusti bezeichnet. Das wird als Pseudo-Filiation bezeichnet – dem Freigelassenen versagt die römische Gesellschaftsordnung ebenso wie dem Sklaven eine offizielle Beziehung zu seinem biologischen Vater.

### Praxis
Freilassungen waren in Rom häufig, nicht verlässlich bekannt ist aber, wie häufig. Überliefert sind sie nur für Sklaven, die in der Stadt oder im Haushalt ihres Eigentümers lebten. Über Freilassungen bei der großen Zahl der Sklaven in der Landwirtschaft oder in Bergwerken ist wenig bekannt; es wird vermutet, dass sie in der Regel nicht mit Freilassung rechnen konnten. Geschätzt wird, dass in den großen Städten die Bevölkerung zu 30 % oder mehr aus Freigelassenen bestanden haben könnte. Für Sklaven im Haushalt wurde geschätzt, dass zwischen einem Viertel oder einem Drittel vor dem Tod freigelassen wurde, die Mehrzahl also ihr Leben lang Sklave blieb.
Eine große Mehrheit der erhaltenen römischen Grabinschriften erinnert an verstorbene Freigelassene (mehr als an freigeborene Bürger) und unter denjenigen mit Angabe des Alters der Verstorbenen gibt es kaum solche über 40. Manche Forscher haben daraus geschlossen, die Bevölkerung der Städte habe überwiegend aus Freigelassenen bestanden und fast alle Sklaven seien bis zum Alter von vierzig Jahren freigelassen worden. Neuere Forschung hält die Grabinschriften aus verschiedenen Gründen für nicht repräsentativ und lehnt solche statistischen Schlussfolgerungen ab.
Kaiser Augustus versuchte Freilassungen zunächst mittels der lex Fufia Caninia einzuschränken. Begrenzt wurde der Anteil derjenigen, die testamentarisch freigelassen werden konnten (z. B. bei bis zu zehn Sklaven höchstens die Hälfte, bei mehr als hundert höchstens ein Fünftel). Mit der lex Aelia Sentia wurde im 4. Jahrhundert n. Chr. nach der zahlenmäßigen Begrenzung zudem ein Mindestalter für den freilassenden Herrn (20 Jahre) und den freizulassenden Sklaven (30 Jahre) festgesetzt. Dazu gab es Ausnahmen, über deren Vorliegen eine Kommission entschied.
Die Freilassung bot den Herren mehrere Vorteile: Die Sklaven wurden durch die Aussicht auf eine mögliche Freilassung zum Gehorsam motiviert, und die Gefahr von Widerstand und Revolte wurde vermindert. Der Freigelassene vermehrte die treuen Anhänger des Herrn (clientes), die ihm Unterstützung und unter Umständen Dienste oder sogar Versorgung schuldeten, die er aber nicht mehr ernähren musste, oder sie blieben nutzbringende Mitglieder seines Haushalts. In manchen Fällen musste der Sklave seine eigene Freiheit bezahlen, und zwar aus Ansparungen (peculium) während der Sklavenzeit, die manchen Sklaven ermöglicht wurden, ohne dass sie daran vollwirksames Eigentum erwarben. Die Zahlungen konnten zum Kauf eines neuen Sklaven verwendet werden. Es ist allerdings unklar, wie häufig solche Freikäufe im Römischen Reich vorkamen.
Viele Grabinschriften belegen, dass die Familien städtischer Freigelassener und Sklaven eng zusammenblieben. Der hauptsächliche Grund dürfte sein, dass Partner und Kinder des Freigelassenen oft weiterhin Sklaven des früheren Herrn geblieben waren, was ein starkes Motiv für das Verbleiben des Freigelassenen im Haushalt des zum patronus gewordenen früheren Herrn bildete.
Soweit in Grabinschriften belegt erlangten die Freigelassenen ihre Freiheit zwischen dem 30. und 40. Lebensjahr, in vielen Fällen aber auch in erheblich jüngerem Alter. Zu berücksichtigen ist dabei, dass die allgemeine durchschnittliche Lebenserwartung (für jemanden, der das 20. Lebensjahr erreicht hatte) seinerzeit bei 45 Jahren lag. Zuvor geborene Kinder blieben unfrei, später geborene waren dagegen vollberechtigte römische Bürger. Enkel Freigelassener durften gar Senatoren werden, was die Exklusivität eines Bürgerrechts inflationierte, bis Caracalla es allen freien Reichsbewohnern verlieh (Constitutio Antoniniana).
Auch überliefert ist, dass Freigelassene unter Trajan den Repressalien des senatus consultum Silanianum ausgesetzt sein konnten. Zuvor hatte dieses bereits Nero mit seinem berüchtigten senatus consultum Neronianum erreicht.

### Leben der Freigelassenen
Was die Berufswahl betrifft, gab es im Prinzip keine Einschränkungen. Es gab Ärzte sowohl unter Freien als auch unter Freigelassenen und Sklaven. Üblich war, dass die Freigelassenen das Metier weiter betrieben, das sie als Sklaven erlernt hatten. Statistische Auswertungen der Berufsgruppen zeigen, dass Freigelassene bestimmte Berufe eher betrieben als andere, so waren viele der Freigelassenen Handwerker. Dahingegen sind etwa freigelassene Begleiterinnen (pedisequae) selten belegt, da es keinen Markt für eine solche Tätigkeit gab. Eine Freigelassene in diesem Bereich konnte nur auf eine Ehe hoffen oder musste eine mindere Arbeit ausführen, Aufstiege in angesehenere Tätigkeitsfelder sind nicht nachgewiesen.
Der soziale Status des Freigelassenen hing vom sozialen Status seines bisherigen Herrn ab. Der Freigelassene eines armen Handwerkers war meist ebenfalls arm, der Freigelassene eines kinderlosen Reichen konnte mit etwas Glück noch beträchtliches Vermögen erben. Einige Freigelassene brachten es zu geradezu sprichwörtlichem Reichtum wie die fiktive Figur Trimalchio im Roman Satyricon von Titus Petronius Arbiter. Narcissus, Freigelassener des Kaisers Claudius, stieg sogar zu einer Art Minister auf. Insgesamt spielten im Prinzipat kaiserliche Freigelassene oft eine wichtige Rolle am Kaiserhof, da sie dem Imperator zu besonderer Treue verpflichtet und zugleich aufgrund ihrer sozialen Stellung vollständig von seiner Gunst abhängig waren.

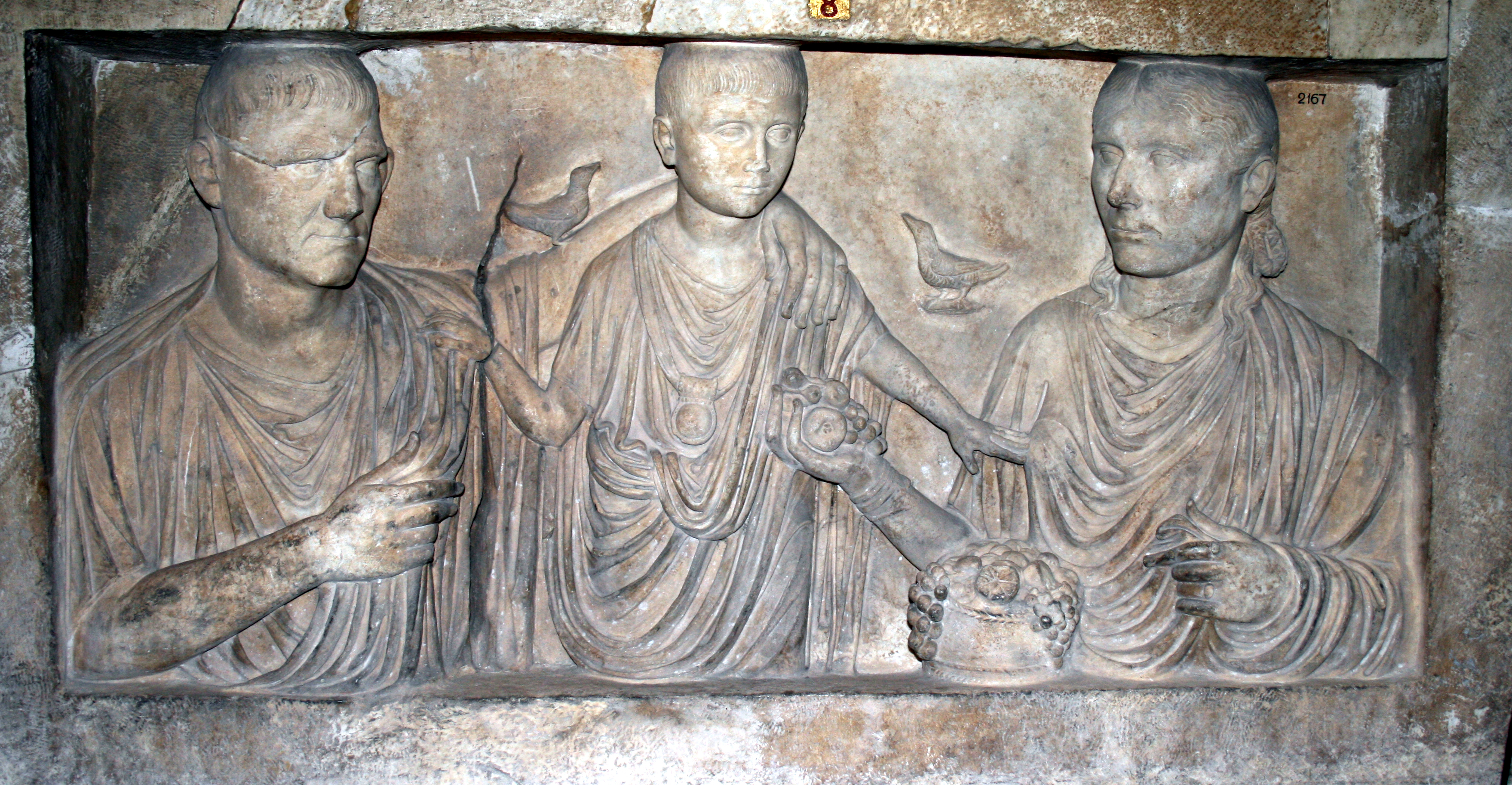
Grabmal der Familie eines Freigelassenen; der Sohn trägt die bulla, das Amulett der freigeborenen Kinder

Die Gräber der ehemaligen Sklaven zierten oft Abbildungen ihrer selbst in bürgerlicher Kleidung, der Toga über der von allen getragenen Tunika. Oft befanden sich auch Angehörige auf den Abbildungen, Söhne, Töchter und deren Ehepartner. Die Familie wurde damit im Tode vereint. Dargestellt wurden die Verstorbenen oft als scheinbare Büsten, die aber eigentlich Halbkörperdarstellungen waren. Diese sahen aus einem Fenster hinaus, von oben auf die Betrachter hinab. Die Kleidung bestand aus Tunika und Toga als Zeichen des Standes des Freien.